# 0735
0735 è il prefisso telefonico del distretto di San Benedetto del Tronto, appartenente al compartimento di Ancona.
Il distretto comprende la parte orientale della provincia di Ascoli Piceno, ad eccezione dei comuni di Carassai e Montefiore dell'Aso. Confina con i distretti di Fermo (0734) a nord, di Teramo (0861) a sud e di Ascoli Piceno (0736) a ovest.

## Aree locali e comuni
Il distretto di San Benedetto del Tronto comprende 9 comuni inclusi nell'unica area locale omonima (ex settori di Ripatransone e San Benedetto del Tronto), e divisi tra le Reti Urbane di Ripatransone e San Benedetto del Tronto. I comuni compresi nel distretto sono: Acquaviva Picena, Cossignano, Cupra Marittima, Grottammare, Massignano, Monsampolo del Tronto, Monteprandone (inclusa, in parte, la contrada Giovanni Battista/Isola del comune di Colonnella), Ripatransone e San Benedetto del Tronto .
RETI URBANE DELL'UNICA AREA LOCALE DI SAN BENEDETTO DEL TRONTO
Rete Urbana di Ripatransone
Comprende i due Comuni di Cossignano e Ripatransone.
Rete Urbana di San Benedetto del Tronto
Comprende i 7 Comuni di: Acquaviva Picena, Cupra Marittima, Grottammare, Massignano, Monsampolo del Tronto, Monteprandone e San Benedetto del Tronto